# Dolinar
Dolinar je 89. najbolj pogost priimek v Sloveniji, ki so ga po podatkih Statističnega urada Republike Slovenije na dan 2. februarja 2021 uporabljalo 1476 oseb

## Znani nosilci priimka
- Ana Dolinar Horvat (*1983), igralka
- Anton Dolinar (1847—1930), duhovnik, skladatelj in prevajalec
- Anton Dolinar (1894—1953), dirigent, muzikolog in skladatelj
- Andrej Dolinar (1928—2006), pravnik in psiholog, pedagoški delavec
- Andreja (Andrea María) Dolinar Hrovat (*1951), slovenska slikarka v Argentini
- Andreja Dolinar (*1967) športnica paraplegičarka, namiznoteniška igralka
- Blaž Dolinar (*1986), nogometaš
- Brane Dolinar (Branislav Demšar, 1928—2000), mladinski pisatelj
- Branko Dolinar, botanik ?
- Danica Dolinar, muzikologinja, glasbena in plesna urednica TVS
- Darko Dolinar (1942—2022), literarni zgodovinar in teoretik, prevajalec
- Drago Dolinar (*1953), elektrotehnik, univ. profesor
- Dušan Dolinar (1936—1987), novinar in publicist (mednarodni ekonomski odnosi)
- Edo Dolinar (*1973), kipar
- Elvira Dolinar (1870—1961), feministka in publicistka
- Franc Dolinar (1915—1983), cerkveni zgodovinar, publicist
- France Martin Dolinar (*1941), cerkveni zgodovinar, univ. profesor in arhivist (nadškofijski arhivar)
- Frančišek Dolinar (1841—1913), ribniški župnik in dekan, častni kanonik
- Gregor Dolinar (*1971), matematik, univ. prof., organizator tekmovanj, od 2022 predsednik Gorske reševalne zveze Slovenije
- Ivan Dolinar (1840—1886), časnikar in politik
- Ivan Dolinar (1927—2023), kirurg v Celju, domoznanec, častni občan Prebolda
- Janez Dolinar (1935—2019), košarkar
- Janez Dolinar (*1954), RTV-napovedovalec, novinar
- Janez Dolinar (*1957), častnik
- Jelka Mrak Dolinar (1925—2018), politična interniranka in publicistka
- Jelka Dolinar, farmacevtka
- Jurij Dolinar (1764—1858), pravnik, licejski profesor
- Jurij Dolinar (1794—1872), zdravnik, kirurg in botanik
- Ksenija Dolinar (1945—2008), prevajalka, urednica, leksikografka
- Lojze Dolinar (1893—1970), kipar in grafik, profesor, akademik
- Lojze (Alois) Dolinar, profesor na slovenski gimnaziji v Celovcu, podžupan
- Luka Dolinar (1794—1863), duhovnik, skladatelj in nabožni pesnik
- Marjetka (Margarita Maria) Dolinar, slikarka iz Argentine
- Marko Dolinar (*1961), biokemik, univ. prof.
- Milan Dolinar, pesnik
- Mojca Kucler Dolinar (*1972), pravnica in političarka
- Robert Dolinar (*1970), arhitekt, filozof, teolog (jezuit)
- Štefan Dolinar, slikar
- Tomaž Dolinar (1760—1839), pravnik, univerzitetni profesor
- Vesna Nisha Dolinar, kulinarična podjetnica (indijsko-slovenska)
- Vincencij Dolinar (1926—1945), pesnik
- Zlata Dolinar-Osole (1921—2007), antropologinja, univ. profesorica
- Žarko Dolinar (1920—2003), namiznoteniški igralec